# École chorégraphique d'État de Perm
L'école chorégraphique de l'État de Perm (en russe : Пермский государственный хореографический колледж), connue aussi sous le nom d'école de ballet de Perm, est une école de ballet professionnelle de renommée internationale basée à Perm en Russie. Il s'agit de l'école associée au théâtre d'opéra et de ballet de Perm dans lequel la majorité des danseurs ont été formés à l'école chorégraphique de Perm. Les danseurs formés par cette école sont employés dans de nombreuses compagnies en Russie et partout dans le monde et gagnent parfois une réputation internationale. Cet établissement vocationnel secondaire (ru) est administré par le ministère de la Culture de la fédération de Russie (en).

## Histoire
L'émergence de l'école chorégraphique de Perm est directement liée à l'évacuation du Théâtre d'Opéra et de Ballet de Léningrad (Théâtre Mariinsky aujourd'hui) et de l'école chorégraphique de Léningrad (Académie Vaganova) à l'école chorégraphique de la ville de Molotov (aujourd'hui Perm) lors de la Grande Guerre patriotique. L'école de ballet de Perm n'était alors qu'une antenne de l'école chorégraphique de Léningrad. En 1942, le recrutement d'enfants dans la première classe de l'école de ballet a été déclaré et, le 7 février 1943, les cours débutèrent dans l'antenne de l'académie Vaganova à Perm. En 1944, après la libération du siège de Léningrad, le théâtre d'Opéra et de Ballet de Léningrad et l'école chorégraphique de Léningrad sont retournés à Léningrad et, le 13 juin 1944, le Comité des Arts et le conseil des commissaires des personnes de l'URSS ont publié l'ordre no 317 sur « la création d'un studio chorégraphique et du théâtre d'opéra et de ballet de Molotov ».
Déjà, le 24 février 1945, le comité exécutif du conseil des députés de Molotov décidèrent d'établir les bases du studio de l'école de ballet. Le 2 avril 1945, les commissaires de l'URSS ont décrété que « le studio chorégraphique du Théâtre d'Opéra et de ballet deviendra l'école de Ballet de Molotov » dans le décret no 5406.
En 1957, après que la ville de Molotov a été renommée en Perm, l'école prit le nom de l'école de ballet de l'État de Perm et l'école acquit son nom actuel en 2007.
La fondatrice et première directrice artistique de l'école est Ekaterina Heidenreich (ru), autrefois danseuse soliste au théâtre Mariinsky. Dès 1924, Ekaterina Geidenreich enseignait la danse classique à l'école chorégraphique de Léningrad et a aidé à l'émergence de l'école chorégraphique jusqu'à la réhabilitation de 1956.

## Professeurs et enseignement
À part Ekaterina Heidenreich, les premiers professeurs sont Tamara Oboukhov-Troïanovskaïa et Elena Tauber qui enseignent les danses historiques et contemporaines de l'époque. Parmi les étudiants de l'école se trouvent alors des élèves d'Agrippina Vaganova : Xenia Essaoulova, Tanslu Kouchaïev, Ninel Silvanovitch, Youli Plaht, Galina Kouznetsova, L.G. Taube, Sofia Touloubeva et Sofia Hetselius. Au fil du temps, les étudiants de l'école tels que Marianna Podkina (ru), Elena Bystritskaïa, M. A. Maltseva, Lydia Oulanova, Rimma Chlyamova, Youri Sidorov, Mars Mirgaripov , Vladimir Tolstoukhine, Leo Assaouliak deviennent à leur tour professeurs. Au milieu des années 1970, l'école a développé son propre style et a gagné sa réputation internationale grâce à sa méthode d'enseignement créatif, permettant enfin de parler d'« école de ballet de Perm ».

## Élèves
Les diplômés sortant de cette école forment les bases de la troupe du théâtre d'opéra et de ballet de Perm ou travaillent dans les plus grandes troupes de Russie telles que le théâtre Bolchoï, le théâtre Mariinsky, le théâtre académique musical de Moscou, le théâtre Michel, le théâtre d'opéra et de ballet d'Ekaterinbourg, le théâtre tatar d'opéra et de ballet etc., continuent à danser et enseignent l'art de la danse dans des villes dans le monde. Certains diplômé plus ou moins réputés sont entre autres :
- Nadejda Pavlova ;
- Vadim Mountaguirov ;
- Vladimir Mountaguirov ;
- Valery Maximov ;
- Natalia Akhmarova ;
- Viktor Baranov[3] ;
- Vladimir Ippolitov[4].

## Directeurs artistiques
- 1945-1951 : Ekaterina Heidenreich
- 1952-1953 : Galina Kouznetsova
- 1953-1965 : Xenia Essaoulova
- 1965-1973 : Youli Plaht
- 1973-2004 : Lioudmila Sakharova
- 2005- : Vladimir Tolstoukhine

## Directeurs
- 1945-1965 : Nonna Baguina
- 1966-1985 : Piotr Kolovarsky
- 1986-1996 : Ninel Pidemskaïa
- 1997- : Lioudmila Chevtchenko

## Distinctions
En 1976, l'école chorégraphique de Perm se fait attribuer l'Ordre de l'Insigne d'honneur